# Liste der Baudenkmale in Schwülper
In der Liste der Baudenkmale in Schwülper sind alle Baudenkmale der niedersächsischen Gemeinde Schwülper aufgelistet. Die Quelle der Baudenkmale ist der Denkmalatlas Niedersachsen. Der Stand der Liste ist der 9. Januar 2023.

## Allgemein
In den Spalten befinden sich folgende Informationen:
- Lage: die Adresse des Baudenkmales und die geographischen Koordinaten. Kartenansicht, um Koordinaten zu setzen. In der Kartenansicht sind Baudenkmale ohne Koordinaten mit einem roten Marker dargestellt und können in der Karte gesetzt werden. Baudenkmale ohne Bild sind mit einem blauen Marker gekennzeichnet, Baudenkmale mit Bild mit einem grünen Marker.
- Bezeichnung: Bezeichnung des Baudenkmales
- Beschreibung: die Beschreibung des Baudenkmales. Unter § 3 Abs. 2 NDSchG werden Einzeldenkmale und unter § 3 Abs. 3 NDSchG Gruppen baulicher Anlagen und deren Bestandteile ausgewiesen.
- ID: die Objekt-ID des Baudenkmales
- Bild: ein Bild des Baudenkmales, ggf. zusätzlich mit einem Link zu weiteren Fotos des Baudenkmals im Medienarchiv Wikimedia Commons. Wenn man auf das Kamerasymbol klickt, können Fotos zu Baudenkmalen aus dieser Liste hochgeladen werden:

## Groß Schwülper

### Gruppe: Familienfriedhof von Mahrenholtz
Die Gruppe hat die ID 33920570.

| Lage                                                                  | Bezeichnung | Beschreibung | ID       | Bild |
| --------------------------------------------------------------------- | ----------- | --- | -------- | ---- |
| Barons Busch, westlich der Schlossstraße 52° 21′ 43″ N, 10° 25′ 39″ O | Friedhof    | Neben Familiengräbern derer von Mahrenholtz finden sich auch Gräber der Familie von Knyphausen und der Familie Rühland. Grabtafeln an nördlichen Einfriedung angebracht. | 33939056 | BW   |
| Barons Busch, westlich der Schlossstraße 52° 21′ 41″ N, 10° 25′ 39″ O | Zuwegung    | | 33939109 | BW   |
| Barons Busch, westlich der Schlossstraße 52° 21′ 42″ N, 10° 25′ 39″ O | Einfriedung | | 33939160 | BW   |
| Barons Busch, westlich der Schlossstraße 52° 21′ 42″ N, 10° 25′ 38″ O | Tor         | | 33939184 | BW   |

### Gruppe: Kirchhof
Die Gruppe hat die ID 51005480. Kirche Sankt Nikolaus mit ehemaligem Kirchhof und Kriegerdenkmal.

| Lage                                     | Bezeichnung       | Beschreibung | ID       | Bild           |
| ---------------------------------------- | ----------------- | --- | -------- | -------------- |
| Kirchstraße 4 52° 21′ 9″ N, 10° 26′ 3″ O | Sankt Nikolaus    | Saalbau mit Westturm und halbrunder Apsis in Bruchsteinmauerwerk mit Eckquaderung unter Satteldach, über Chor abgewalmt. An Längsseiten je vier große rundbogige Fenster und zentraler korbbogiger Eingang. Am Chor drei Rundbogenfenster und unter kleineren mittleren Rundbogenportal. Eingezogener quadratischer Westturm in Bruchsteinmauerwerk und Eckquaderung mit verschiefertem Turmhelm mit rechteckigem Ansatz. Spitzbogiges Westportal. | 33938695 | Weitere Bilder |
| Kirchstraße 4 52° 21′ 8″ N, 10° 26′ 5″ O | Kirchhof          | | 51005595 | BW             |
| Kirchstraße 4 52° 21′ 9″ N, 10° 26′ 5″ O | Gefallenendenkmal | | 51005568 | BW             |

### Gruppe: Stift Sankt Gebharde
Die Gruppe hat die ID 33920838. Geschlossene Vierseitanlage am Südrand des Ortes. Eingeschossige Fachwerkbauten, um Innenhof gruppiert und zu Wohnzwecken ausgebaut. An Westseite kleine Kapelle und zweigeschossiges Fachwerkwohnhaus.

| Lage                                                | Bezeichnung             | Beschreibung | ID       | Bild           |
| --------------------------------------------------- | ----------------------- | --- | -------- | -------------- |
| Braunschweiger Straße 10 52° 21′ 2″ N, 10° 26′ 2″ O | Kapelle                 | An Westseite gelegene Kapelle; auf annähernd quadratischem Grundriss errichteter Fachwerkbau unter Walmdach und schieferverkleidetem Glockenturm. Im Westen Fassade massiv ersetzt. | 33938646 | Weitere Bilder |
| Braunschweiger Straße 10 52° 21′ 2″ N, 10° 26′ 4″ O | Hospital Sankt Gebharde | U-förmige Anlage mit einheitlich eingeschossigen Fachwerkbauten unter Satteldach und zweigeschossiger Wohnung im Südwesten unter Walmdach. Teilweise Fassaden im Westen massiv durch Backstein ersetzt. Zwischen Inspektorenwohnung und Kapelle Stallzwischenbau, im Osten Tordurchgang. Symmetrisch gegliederte Fassaden mit regelmäßiger Fensterreihung. | 33938621 | Weitere Bilder |

### Einzelbaudenkmale
| Lage                                                                     | Bezeichnung               | Beschreibung | ID       | Bild |
| ------------------------------------------------------------------------ | ------------------------- | --- | -------- | ---- |
| B 214, km 40,000 (nördlich der Hauptstraße) 52° 20′ 53″ N, 10° 24′ 33″ O | Grenzstein (Meilenstein)  | gebrochener Obelisk als Meilenstein (Inschrift: 5 Meilen) | 33938600 |      |
| Hauptstraße 18 52° 21′ 10″ N, 10° 25′ 57″ O                              | Wohn-/ Wirtschaftsgebäude | Giebelständiges Zweiständerhallenhaus mit Ziegelausfachung, teilweise verputzt, auf einem Feldsteinsockel unter Halbwalmdach mit außermittiger Längseinfahrt von 1725. Flettdeelenhaus mit asymmetrisch angeordneten Vorschauer und Kammerfach, ursprüngliche Raumdispositionen weitgehend erhalten. | 33938671 | BW   |

## Rothemühle

### Gruppe: Wassermühle Rothemühle
| Lage                                                      | Bezeichnung               | Beschreibung | ID       | Bild |
| --------------------------------------------------------- | ------------------------- | --- | -------- | ---- |
| Mühlenhof 3 52° 20′ 4″ N, 10° 26′ 25″ O                   | Schrot- und Ölmühle       | Eingeschossiger traufständiger ziegelsichtiger Fachwerkbau unter Walmdach. Mühleneinrichtungen teilweise noch vorhanden. Vermutlich Ende des 19. Jh. nach Norden hin erweitert. | 33938867 | BW   |
| Mühlenhof 2 52° 20′ 4″ N, 10° 26′ 24″ O                   | Mehlmühle                 | Zweigeschossiger traufständiger Fachwerkbau im gebundenen System mit geringer Auskragung im OG auf niedrigem Natursteinsockel im Süden, niveauausgleichenden hohen Quadersteinsockel im Norden unter nach Osten abgewalmten hohen Dach mit Schleppgauben. Im Osten am Wasserlauf Radstube. | 33938841 |      |
| Mühlenhof 2 52° 20′ 4″ N, 10° 26′ 23″ O                   | Wohnhaus                  | Zweigeschossiger traufständiger Fachwerkbau, mit kräftiger Vorkragung des OG auf schlichten profilierten Knaggen, auf flachem Natursteinsockel unter sehr hohen, gen Süden abgewalmten Dach mit Fledermausgauben. Im Osten schließt Mühlengebäude an. Im Westen im EG vertikale Holzverbretterung, im OG regionaltypische Linkskremper. Süd- und Westfassade in Stockwerksbauweise, Nord- und Ostfassade in Ständerbauweise mit durchlaufenden über beide Stockwerke reichende Wandständer. Eingangssituation an ursprünglicher Stelle mit Hauseingangstür aus erster Hälfte 19. Jh. Ungewöhnlich hohes Dachwerk als Sparren–Kehlbalken–Konstruktion mit zwei Kehlbalkenlagen, mit drei Spitzsäulen zur Aussteifung in Firstachse. In Teilen erhaltene historische Innenausstattung wie Deckenvertäfelung mit Schablonenmalerei, historische Türen mit Bekleidung, Sockelpaneele und Dielenböden. | 33938816 | BW   |
| Mühlenhof 3 52° 20′ 3″ N, 10° 26′ 24″ O                   | Schweinestall             | Eingeschossiger traufständiger Fachwerkbau unter Halbwalmdach mit regionaltypischen Linkskrempern. Zu Wohnzwecken ausgebaut. Untere Gefache ziegelsichtig, obere verputzt. Jüngere Anbauten im Norden und Süden. | 33938895 | BW   |
| Mühlenhof 3a 52° 20′ 3″ N, 10° 26′ 22″ O                  | Scheune                   | Eingeschossige Quereinfahrtsscheune aus gelbem Klinkerstein unter Satteldach mit Ziegeldeckung. Überwiegend Segmentbögenöffnungen und hofseitige Ladeluken unter Satteldach. | 33938919 | BW   |
| Mühlenhof 2 52° 20′ 3″ N, 10° 26′ 23″ O                   | Wohnhaus                  | Eingeschossiger traufständiger Massivbau aus Klinker auf hohen verputzten Sockel unter Krüppelwalmdach, unterkellert. | 33938794 | BW   |
| Mühlenhof 1 52° 20′ 4″ N, 10° 26′ 21″ O                   | Wohn-/ Wirtschaftsgebäude | Eingeschossiger Fachwerkbau auf Sandsteinquadersockel unter Satteldach mit Ziegeldeckung. Andreaskreuze zur Eckaussteifung sowie hofseitiges Scheunentor und Ladeluke im Süden. Tw. historische Fenster erhalten. Wirtschaftsteil tw. zu Wohnzwecken ausgebaut. | 33938770 | BW   |
| Schunterstraße (Tiefe Wiesen) 52° 20′ 1″ N, 10° 26′ 28″ O | Wehranlage                | wohl 1720 bis 1721 errichtetes Holzwehr, dessen Seitenbegrenzungen aus Sandstein erbaut und auf Holzpfählen gegründet wurden. Die Straßenbrücke ist als Neubau nicht Teil des Denkmals. | 33939081 | BW   |
| Schunterstraße (Tiefe Wiesen) 52° 20′ 5″ N, 10° 26′ 24″ O | Mühlengraben              | | 33939135 | BW   |

### Gruppe: Okerstraße 13
Die Gruppe hat die ID 33920805. Hofanlage mit Wohn-/ Wirtschaftsgebäude und Scheune.

| Lage                                       | Bezeichnung               | Beschreibung | ID       | Bild |
| ------------------------------------------ | ------------------------- | --- | -------- | ---- |
| 52° 20′ 33″ N, 10° 25′ 44″ O               | Wohn-/ Wirtschaftsgebäude | Traufständiges eingeschossiges Vierständer–Hallenhaus mit erhöhtem Wohnteil unter Krüppelwalmdach von 1788. Verputzte Ziegelausfachungen, Südgiebeltrapez mit vertikaler Holzverkleidung. | 33938941 | BW   |
| Okerstraße 13 52° 20′ 33″ N, 10° 25′ 46″ O | Scheune                   | Eingeschossiger Fachwerkbau mit seitlicher Querdurchfahrt und zusätzlichen Längseinfahrten unter Krüppelwalmdach. Ausfachung in Lehmstakung und Lehmziegel tw. erhalten.                  | 33938966 | BW   |

### Einzelbaudenkmale
| Lage                                     | Bezeichnung               | Beschreibung | ID       | Bild |
| ---------------------------------------- | ------------------------- | --- | -------- | ---- |
| Im Winkel 9 52° 20′ 14″ N, 10° 26′ 19″ O | Wohn-/ Wirtschaftsgebäude | Kleines eingeschossiges traufständiges Vierständer–Hallenhaus mit Längseinfahrt unter Halbwalmdach. Westseitiges Giebeltrapez mit vertikaler Holzverschalung. | 33938746 | BW   |

## Walle

### Gruppe: Kirchhof
Die Gruppe hat die ID 51185479. Ortsbildwirksamer historischer Ortskern mit Kirche Sankt Christinen und umgebendem Kirchhof.

| Lage                                     | Bezeichnung             | Beschreibung | ID       | Bild |
| ---------------------------------------- | ----------------------- | --- | -------- | ---- |
| Im Dorfe 16 52° 20′ 28″ N, 10° 26′ 52″ O | Kirche Sankt Christinen | Saalbau aus Bruchsteinmauerwerk, geschlämmt mit Eckquaderung, mit geradem Chorabschluss unter flachen Satteldach, Rechteckfenstern an Längsseiten des Kirchenschiffes. Westturm und Sakristeianbau an Südseite des Chorraumes. Rechteckturm mit steilem Walmdach aus Bruchsteinmauerwerk mit Eckquaderung, geschlämmt und rundbogigen Schallöffnungen, spitzbogiges Portal nach Westen. Ornamentale Ausmalung. | 33938941 | BW   |
| Im Dorfe 16 52° 20′ 29″ N, 10° 26′ 53″ O | Kirchhof                | | 51185508 | BW   |